# The Years Between
The Years Between é um filme de drama produzido no Reino Unido e lançado em 1946. É uma adaptação da peça teatral The Years Between, de Daphne du Maurier.